# Filippiche (Cicerone)
Le Filippiche sono orazioni che Marco Tullio Cicerone pronunciò contro Marco Antonio dal 2 settembre del 44 a.C. al 21 aprile del 43 a.C., ad eccezione della II Filippica, immaginata come pronunciata in Senato, in risposta agli sprezzanti attacchi di Antonio nei suoi riguardi durante l'assemblea del 19 settembre (a cui Cicerone non partecipò). Questa orazione di Cicerone, accuratamente preparata nella sua villa a Pozzuoli, poi inviata all'amico Attico, che ne apprezzò molto la vis retorica, e mai pronunciata, venne presumibilmente fatta circolare negli ambienti politici romani prima del 20 dicembre del 44 a.C., giorno in cui la III e la IV Filippica vennero presentate rispettivamente in Senato e davanti al popolo.

## Introduzione

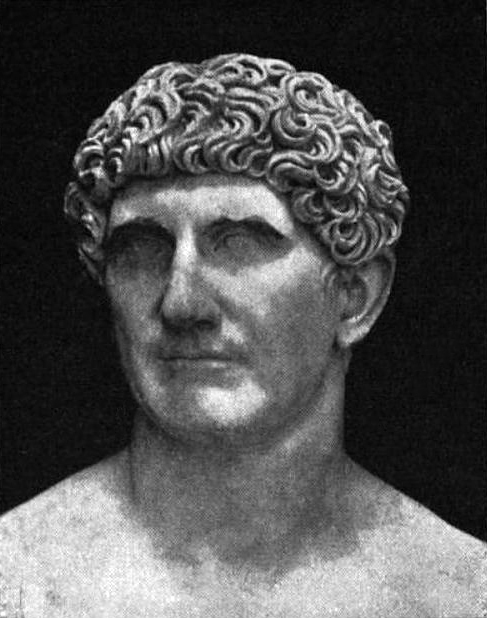
Marco Antonio

La denominazione di "Philippicae" venne attribuita dallo stesso Cicerone alle sue orazioni, tra il serio e il faceto, in una lettera a Bruto con lo scopo di omaggiare il grande oratore greco Demostene, suo grande modello, non solo dal punto di vista oratorio, ma anche morale e patriottico. Difatti, come l'oratore greco si scagliò contro Filippo II di Macedonia, facendosi promotore della difesa e della libertà dello Stato, Cicerone, schierandosi contro Antonio, si prefisse di raggiungere nelle Cesarine e nelle Filippiche l'eloquenza demostenica sotto il profilo retorico e oratorio. Questo perché Demostene rappresentava per Cicerone il modello ideale dell'oratore politico che si è formato attraverso lo studio dei testi filosofici.
Inoltre l'intensificato contatto con l'eloquenza di Demostene portò Cicerone all'elaborazione di uno stile oratorio purificato, depurato di parecchia pinguedine ornamentale. Il fraseggio si fa più breve, semplice, più netto che in precedenza.
La tradizione storiografica attesta per l'opera ciceroniana anche la denominazione, forse più corretta, di "Antonianae". Si sa anche che un grammatico latino, tale Arusiano Messio, cita alcuni brani dell'orazione XVI e la Filippica XVII. Secondo altri autorevoli studiosi come Gian Biagio Conte e Bruno Mosca, in origine le Filippiche dovevano essere probabilmente 18, ma oggi ne sono giunte solo 14. Tra le orazioni andate smarrite, una molto conosciuta ai tempi, doveva essere quella pronunciata in Senato tra il 26 e il 27 aprile, subito dopo un'altra fondamentale vittoria militare ottenuta dal console Irzio e da Ottaviano sulle truppe guidate da Antonio, il 21 aprile del 43.
Le Filippiche costituiscono un importante documento dell'acceso contrasto tra Cicerone e Antonio, scoppiato durante gli ultimi mesi di vita della Repubblica romana. In esse, ogni singola fase di quella drammatica crisi che stava attraversando la res publica sembra stagliarsi su di uno sfondo di alti valori etici e civili, resi ancor più vigorosi dalla meditazione filosofica ciceroniana.
Dunque, queste sue ultime orazioni possono essere considerate come un vero e proprio testamento morale che Cicerone lasciò al popolo romano: le sue impetuose parole mantennero per mesi desta l'attenzione del popolo sulla lotta politica e sull'urgenza e il dovere di difendere l'integrità della patria.
Il contrasto tra Cicerone e Marco Antonio ebbe origine all'indomani dell'uccisione di Cesare: la plebe urbana acclamava ancora il defunto e si schierava apertamente contro i suoi uccisori (non giudicandoli affatto come dei "liberatori"); il partito cesariano manteneva il suo vigore grazie al suo nuovo leader, Marco Antonio.
Così si giunse ben presto a un compromesso tra la fazione senatoria e i cesaricidi, che prevedeva l'amnistia per i congiurati (promossa anche da Cicerone) e la ratifica di tutti gli atti e le disposizioni di Cesare. Ma il compromesso ebbe breve durata. Mentre i congiurati, investiti di varie cariche in lontane province romane, abbandonavano la città, Antonio abilmente cercava di trarre a sé tutte le forze tradizionalmente favorevoli a Cesare (soprattutto i veterani di Cesare e alcuni settori del Senato), rafforzando così la propria posizione politica e militare e palesando l'intenzione di vendicarsi dei presunti "liberatori".
L'aggravarsi della situazione indusse Cicerone a tenersi alla larga dai vari giochi delle fazioni politiche, in attesa di tempi migliori (pensava probabilmente che una situazione più favorevole sarebbe giunta con l'entrata in carica dei consoli Irzio e Pansa, cesariani moderati), e a lasciare Roma per intraprendere un viaggio in Grecia. Ma fu costretto a interrompere il suo viaggio e a tornare subito a Roma, dove sempre più tesi si facevano i rapporti tra Antonio e il Senato, e il partito cesariano sembrava dividersi fra la fedeltà ad Antonio e quella ad Ottaviano. Questi era il giovanissimo erede di Cesare, entrato da poco nella scena politica dell'Urbe ma già a capo di un consistente esercito, messo in piedi in brevissimo tempo.
Cicerone, così, giunto in Senato, pronunciò la sua prima Filippica (2 settembre 44 a.C.) dai toni relativamente contenuti, alternando magistralmente moderate critiche a timidi elogi, per cercare ancora di ricondurre l'audace Antonio al rispetto verso l'autorità del Senato e di avvicinare a sé le diverse parti dell'opposizione. Ma la violenta invettiva scagliata da Antonio contro Cicerone il 19 settembre in assemblea segnò la totale rottura tra i due.
Infatti nella sua seconda orazione i toni si fanno più accesi: vengono lungamente descritte la corrotta e dissipata giovinezza di Antonio e la sua successiva carriera politica, segnata da un'umiliante e continua ricerca di sostenitori.
Anche nelle altre Filippiche Cicerone metterà in evidenza i tratti più turpi di Antonio, gli stessi con cui Demostene dipingeva la figura del tiranno Filippo di Macedonia.
Cicerone, ormai anziano, si lanciava con tutto il suo ardore in questa sua ultima battaglia, proprio per ritrovare quell'antica gloria di quando aveva salvato la patria dalla congiura di Catilina.
A partire dalla seconda, in tutte le 14 orazioni è evidente la fermezza dell'oratore che segue la linea dell'intransigenza nei confronti dell'azione antoniana, e abbandona definitivamente quella politica "conciliante" dei giorni successivi alle Idi di marzo; egli, dinanzi ad un Senato sempre più debole e titubante, si dichiara ancora una volta patriota promotore della pace, ma purtroppo sono le circostanze politiche che lo inducono a divenire un fautore della guerra.
Con le sue serrate argomentazioni Cicerone mira principalmente a indebolire e separare il partito antoniano in Senato, servendosi per tale scopo dell'antagonista di Antonio, il giovane Ottaviano. Eliminare dalla scena politica Antonio e i suoi seguaci, a suo giudizio personaggi scellerati, criminali e di dubbia moralità, significa sottrargli il forte sostegno del partito cesariano.
A tal fine Cicerone giustifica e glorifica l'illegale azione politico-militare di Ottaviano (illegale al pari di quella di Antonio) e di tutte le milizie che si sono schierate dalla sua parte. Inoltre egli non si astiene di certo da aspri giudizi nei confronti dell'assemblea senatoria, troppo debole e indugiante, al fine di indurla a condannare tutte quelle iniziative private che si andavano a sostituire alle sue deliberazioni.
Sebbene i suoi discorsi siano pieni di parole elogiative nei riguardi di Ottaviano, probabilmente nel pensiero politico ciceroniano questi non rappresenta nient'altro che il male minore, anche se l'unico davvero all'altezza di contrastare Antonio e di attirare i vecchi cesariani dalla parte della res publica; però, secondo tale pensiero, una volta portato a compimento questo suo progetto di servirsi dell'erede di Cesare quale strumento per far fronte comune contro la minaccia antoniana, anche Ottaviano stesso sarebbe infine stato messo da parte. Un progetto, questo, che prevedeva altissimi rischi per la repubblica e di cui Cicerone era perfettamente consapevole.
Ottaviano, dopo aver collaborato per qualche tempo con il Senato e i cesaricidi, decise di firmare la pax con Antonio e con un altro autorevole cesariano, Lepido: tutti e tre si unirono in un triumvirato, sulla base dell'omonimo accordo sottoscritto da Cesare, Pompeo e Crasso. Ma a differenza dell'accordo privato del 60 a.C., questo del 43 a.C. venne istituzionalizzato attraverso la Lex Titia con lo scopo di ricostituire la Repubblica (rei publicae Constituende); esso consisteva in una magistratura cum imperio che consentiva ai triumviri di mantenere gli eserciti, convocare il Senato, nominare i magistrati ed emanare editti. Così il progetto ciceroniano si rivelò del tutto fallimentare.
Uno dei primi provvedimenti presi dai triumviri fu quello di eliminare tutte quelle personalità ostili nei loro confronti; il nome di Cicerone fu il primo della lista redatta da Antonio. Cicerone così fu assassinato a Formia il 7 dicembre del 43 a.C.
Fu Tito Livio, che nel descrivere la morte di Cicerone, compose il panegirico più equo; ce lo trasmette Seneca:
«Vixit tres et sexaginta annos, ut, si vis afuisset, ne immatura quidem mors videri possit. ingenium et operibus et praemiis operum felix, ipse fortunae diu prosperae; sed in longo tenore felicitatis magnis interim ictus vulneribus, exilio, ruina partium, pro quibus steterat, filiae amatae exitu tam tristi atque acerbo, omnium adversorum nihil, ut viro dignum erat, tulit praeter mortem, quae vere aestimanti minus indigna videri potuit, quod a victore inimico (nihil) crudelius passus erat quam quod eiusdem fortunae compos victo fecisset. si quis tamen virtutibus vitia pensarit, vir magnus ac memorabilis fuit, et in cuius laudes (ex)equendas Cicerone laudatore opus fuerit.»
«Visse sessantatré anni, tanto che la sua morte non parrebbe nemmeno immatura se non fosse stata violenta. Intelligenza feconda di opere e di successi, ebbe anche la sorte lungamente prospera, ma nella sua lunga e continua fortuna fu colpito talvolta da profonde ferite – l'esilio, la rovina del suo partito, la morte della figlia, la fine così triste e crudele – e nessuna di queste avversità seppe sopportare da uomo, tranne la morte; che del resto, a un giudizio sereno, potrebbe sembrare meno indegna, pensando ch'egli non fu trattato dal suo avversario vittorioso per nulla più crudelmente di quel che avrebbe fatto lui se avesse vinto. Ma chi ne bilancerà i vizi con le virtù lo troverà grande e degno di memoria: un uomo il cui elogio soltanto l'eloquenza di Cicerone potrebbe degnamente celebrare.»

## Contenuto delle orazioni

### Filippica I
All'indomani della morte di Cesare ad opera dei cosiddetti cesaricidi (Bruto, Cassio, Trebonio, Cimbro, etc.) Cicerone ripercorre la situazione politica precedente e conseguente alla morte del dittatore. Egli, fiducioso inizialmente dei buoni propositi del console Marco Antonio di risollevare le sorti della res publica scossa da questi eventi, il 2 settembre del 44 a.C. scriverà e pronuncerà in Senato (nel tempio della Concordia) la sua prima Filippica.
Cesare per ottenere il pieno controllo dell'assemblea senatoria, si era fatto circondare da uomini a lui devoti; dopo il suo assassinio erano, dunque, ancora molti i senatori che sia per opportunismo sia per convinzione erano rimasti di fede cesariana. Si arrivò ad una vera e propria "amnistia" tra il console Antonio e il Senato riguardo alla questione dell'approvazione degli atti o leggi di Cesare. Il 17 marzo del 44 a.C., Cicerone è convocato nella Curia da Antonio il quale si dimostra concorde e con una buona disposizione d'animo circa i provvedimenti e le leggi del defunto Cesare fatte approvare. Inoltre il console, in virtù di uno spirito di pacificazione generale, si riavvicinò anche al suo collega console Publio Cornelio Dolabella in precedenza allontanato per privata inimicizia e ostacolato nella sua nomina consolare durante i comizi (50-49 a.C.). Cicerone ha la sensazione di trovarsi di fronte a un nuovo paladino della repubblica e, infatti, di lì a poco M. Antonio sarà artefice di un importante e straordinario atto: la radicale e definitiva eliminazione della costituzione della dittatura.
"Lascio da parte molti altri particolari provvedimenti di M.Antonio pur essi degni di nota, ma ho fretta di parlare di uno davvero straordinario: la radicale eliminazione della nostra costituzione della dittatura.»
Il Senato stesso era libero e svincolato da pressioni forti prima troppo evidenti; i cesaricidi non furono processati come nemici della patria o condannati a morte bensì venivano acclamati dal popolo come dei liberatori. Tuttavia, dopo quel giorno Antonio manifestò chiaramente la sua ambizione e la sua volontà di acquisire sempre più potere e controllo della situazione. Il 1º giugno del 44 a.C. Antonio convoca il Senato e ormai "tutto era cambiato", Cicerone testimonia come nell'aria si stava diffondendo una pericolosa e malsana inquietudine; la fazione senatoria era debole e facilmente manovrabile da alcune personalità (Antonio e Dolabella) e la stessa assemblea popolare era di fatto usata come strumento per far passare importanti decisioni politiche. Difatti il popolo, che vedeva in Antonio l'erede di Cesare, scosso dal suo discorso mise in piedi un incendio utilizzando le panche e le porte della Curia dove arse il corpo del defunto dittatore simbolo di sacrificio verso la divinità. Per quanto riguarda i cesaricidi, dapprima elogiati e glorificati, adesso venivano minacciati e allontanati dalla città di Roma; il console Antonio non si fermò qui. Infatti, egli valendosi degli atti di Cesare li falsificò per i suoi piani di prestigio e ricchezza personale. Roma era diventata schiava della volontà di Antonio e Cicerone, inorridito dall'agire di costui, decise di mantenersi lontano dall'Urbe (atteggiamento moderato e conservatore) impegnandosi in una missione onoraria legalmente riconosciuta (legatio libera) con la speranza di ritornare il 1º gennaio del 43 a.C. data di convocazione della nuova sessione del Senato (l'elezione dei consoli designati Irzio e Pansa). Spiegato, dunque, il motivo della sua partenza da Roma ora l'oratore espone all'assemblea riunita il perché del suo ritorno. Mentre si trovava nei pressi di Reggio a causa delle condizioni atmosferiche sfavorevoli, Cicerone fu informato di numerosi avvenimenti successi durante la sua assenza dalla città: ad esempio il discorso di Antonio tenuto davanti al popolo, l'Editto di Cassio e Bruto pieno di spirito di giustizia e il discorso tenuto in Senato dal console L. Pisone.Tutto ciò motiva e sprona Cicerone a far rientro a Roma visti tali movimenti e situazioni alquanto favorevoli per la causa della libertas delle istituzioni repubblicane.
Il 1º settembre del 44 a.C. Antonio avrebbe convocato il Senato e si sarebbe dimostrato vicino alle posizioni dei molti, in un clima di assoluta comunione e rispetto per il raggiungimento di un bene comune, oltre che di riconoscere le gesta di Cesare in segno d'omaggio. Cicerone, ciò nonostante, è assente alla seduta convocata a causa della stanchezza del viaggio (ritorna a fine agosto); più verosimilmente, alcuni dei suoi amici lo ammonirono di fare attenzione perché la sua vita era in pericolo. Antonio lo riprende con parole molto dure nei suoi confronti, un atteggiamento commenta l'Arpinate fin troppo "collerico" e privo di ogni senso di misura; il console arriva a dire di distruggere la sua casa sul colle Palatino, un luogo della politica ed emblema per Cicerone di auctoritas e dignitas a Roma.
Innanzitutto il senatore Cicerone ammette di fronte al Senato, nella sua prima Filippica, comunque la validità degli atti di Cesare dato che le leggi sono i remedia utili alla rifondazione dello Stato. I provvedimenti del defunto dittatore devono essere sempre validi e riconosciuti universalmente da tutti (in particolare la Lex Iulia de maiestate e la Lex Iulia iudiciaria sull'accesso all'albo dei giudici).
Cicerone teme che sia Antonio che Dolabella si siano concentrati sul potere personale o sul "regnum" anziché sulla vera strada che porta alla vera gloria confondendo l'essere amato con l'essere temuto. Il popolo romano ha affidato a uomini che godevano delle più alte cariche magistratuali il compito di amministrare e di decidere della res publica. Cicerone si limita, qui, ad accusare Antonio di svolgere un'attività in contrasto con le disposizioni portate avanti da Cesare ma ne loda la moderazione e l'iniziativa.
In questa prima Filippica domina l'arte della diplomazia nelle parole che l'oratore rivolge al Senato e ad Antonio assente. Infatti, ad ogni invettiva dell'avversario Cicerone fa corrispondere un elogio della sua vita e del suo passato: ad esempio egli cita l'episodio di Dolabella che qualche tempo prima riuscì a sventare un colpo di Stato di un personaggio che si fingeva essere l'erede di Mario, fu per questo ammirato e acclamato da ogni cittadino romano; anche lo stesso Antonio (in data 17 marzo 44 a.C.)  dopo aver abrogato il termine "dittatore" e aver reso tanti preziosi servizi allo Stato in nome della pace e dell'interesse della repubblica, fu applaudito calorosamente.
Cicerone, in conclusione dell'orazione, ringrazia di aver potuto ancora una volta prendere la parola in Senato e di essere stato ascoltato con attenzione e stima ripromettendosi in futuro di esprimere liberamente il proprio pensiero ogni qual volta ne avesse la possibilità. In cuor suo l'Arpinate non desidera rompere i ponti; ma con tale orazione egli ha presentato il suo orientamento politico, che è di netta opposizione alla politica dispotica dei due consoli Antonio e Dolabella chiamando intorno a sé tutte le forze dell'ordine e della libertà.

### Filippica II
Conclusa la prima Filippica, Antonio facendosi aiutare da un retore di nome Sesto Clodio preparò una implacabile e violenta invettiva contro il senatore Marco Tullio Cicerone. Tale accusa fu pronunciata in Senato da Antonio il 19 settembre del 44 a.C., Cicerone preferì non presentarsi di fronte al suo "accusatore": Antonio rimproverò l'oratore di essere una persona sleale, immorale e, addirittura, di essere stato colui il quale avrebbe pianificato la morte di Cesare. Ancora, il console si permise di leggere pubblicamente davanti ai senatori una lettera privata inviata da Cicerone a lui nella quale sarebbe emerso il nefasto operato politico e morale dell'Arpinate.
A questo punto, dopo il pesante attacco di Antonio, Cicerone decide di rispondere. Tra il settembre e il novembre (forse pubblicata il 12 novembre) del 44 a.C. Cicerone pubblica la sua seconda Filippica, anzi, la cosiddetta "divina Filippica" usando le parole di Giovenale. L'orazione è un esempio di straordinaria capacità di eloquenza e assume la forma di un vero e proprio testamento politico di Cicerone. L'oratore prima si difenderà dalle ingiurie, in seguito partirà al contrattacco nei confronti dell'avversario Antonio.
Cicerone comincia con il paragonare l'ira di Antonio con quella espressa tempo fa da Catilina e da Clodio, questi ultimi usciti sconfitti dalla "battaglia" contro Cicerone e la Patria. "Non teme Antonio di fare la loro stessa fine?" si domanda ironicamente Cicerone, Antonio ha avuto il coraggio di accusare le azioni politiche durante il suo brillante consolato nel 63 a.C.
L'Arpinate ribadisce di non aver mai tradito l'amicizia con Antonio e si addolorerà quando privo di discrezione e tatto mostrerà al Senato quella famosa lettera privata sopra citata.
Ciò nonostante, le accuse e le battute tra i due uomini di Roma non si arrestano ma anzi diventano sempre più pungenti e diffamanti. Ormai la diplomazia utilizzata da Cicerone nella prima Filippica, cede il posto alla denuncia nei confronti di Antonio e dei suoi costumi privati dissoluti e viziosi. Cicerone, dialetticamente, risponde a ogni accusa del suo avversario riducendo il discorso di Antonio a un cumulo di falsità e millanteria: dalla presunta ingratitudine di Cicerone durante gli eventi di Brindisi alle gravi accuse di aver lui stesso provocato la discordia tra Cesare e Pompeo originando la guerra civile e di aver preso parte alla congiura dei cesaricidi. Infatti, Cicerone afferma di aver sì più volte consigliato a Pompeo di opporsi a Cesare, ma quando i due si allearono fu proprio Cicerone a sperare che tale alleanza durasse evitando perciò la guerra intestina.
«Quanto poi all'altra accusa che hai osato muovermi affermando con abbondanza di parole che la rottura dell'amicizia tra Cesare e Pompeo fu opera mia e che la responsabilità della guerra civile che ne derivò ricade su di me, non ti sei davvero sbagliato del tutto, ma, ed è qui la cosa più grave, hai commesso un errore di cronologia… Dopo che, però, Pompeo si consegnò tutto nelle mani di Cesare, perché avrei dovuto cercare di staccarlo da lui? Sperarlo sarebbe stata stoltezza, esortarlo improntitudine».
Quanto all'aver partecipato attivamente al piano dei cesaricidi che avrebbe portato all'uccisione del dittatore, come Antonio ha affermato, è per Cicerone un elogio più che un'accusa dato che la morte di Cesare è stata consensualmente voluta da tutti i cittadini onesti di Roma perché ha liberato la res publica dalla tirannia. Lo stesso Antonio, in precedenza in data 17 marzo 44 a.C., si era dimostrato benevolo nei confronti degli assassini di Cesare come Bruto e Cassio. Vi è contraddizione, dunque, nel discorso di Antonio: se il cesaricidio è stato un atto giusto, quale sarebbe la colpa di Cicerone se pure vi avesse partecipato? E ancora, se invece è stato un turpe assassino perché Antonio ha premiato i suoi principali artefici? Un console in carica qual è Antonio, secondo l'oratore, non può più avere dubbi o ripensamenti su questioni così importanti e cruciali.
Terminata l'autodifesa di Cicerone rispetto alla serie di accuse mosse da Antonio verso di lui, nella seconda parte dell'orazione egli parte all'attacco mostrando i vizi e gli inganni di Antonio che hanno caratterizzato tutta la sua vita sia politica sia sociale. Cicerone si dimostra implacabile nei confronti del suo antagonista ripercorrendo la sua libidinosa giovinezza, accolto nella famiglia di Curione; l'intimità con Clodio, che pure cercò di uccidere e i numerosi debiti che tentò di pagare grazie all'aiuto di Cesare nella sua elezione prima a questore (52 a.C.) e poi a tribuno della plebe (50 a.C.). Proprio in quest'ultima veste Antonio utilizzò il potere di veto in Senato contro i provvedimenti di Cesare nel 49 a.C. (Cesare era disposto ad allearsi con Pompeo), la Curia dovette votare un intervento straordinario che annullava lo ius intercessionis dei tribuni.
La seconda Filippica, dallo stile vibrante ed energico, continua con taglienti denunce contro Antonio reo di aver proseguito nelle sue turpitudini danneggiando i più illustri cittadini (come Lucio Domizio durante la battaglia di Farsalo) e macchiandosi di grande infamia in occasione dell'acquisizione illegittima dell'eredità di quel grand'uomo quale fu Pompeo. Ma ciò che più offende la morale di Cicerone è il pensiero di Antonio che abita nella casa di Pompeo.
Continuando nell'elenco degli "esempi di vita" di Antonio, l'Arpinate ricorda come tale uomo bestiale ostacolò persino l'elezione a console di Dolabella. Quest'ultimo durante gli scontri contro i figli di Pompeo, i quali rivendicavano i beni e i diritti da Antonio, rimase ferito al suo posto mentre lui si fermò a Narbona con la scusa delle difficoltà del viaggio. Con le solite lusinghe e piaggerie recuperò l'amicizia di Cesare e, non solo fu eletto console ma approfittò anche della sua carica di augere per falsificare i comizi impedendo a Dolabella di giungere al consolato.
Cicerone ricorda il discorso che Antonio pronunciò durante l'elogio funebre di Cesare (15 marzo del 44 a.C.), nel quale esortò i romani alla pacificazione e abolì la dittatura; ma, successivamente, egli prese a sfruttare il proprio potere personale per altri scopi. Infatti, si impadronì del tesoro (700 milioni di sesterzi) che Cesare aveva raccolto per la guerra contro i Parti al fine di estinguere i suoi ingenti debiti e quelli di Dolabella assicurandosi il sostegno delle province e delle colonie.
Ormai Antonio, commenta l'Arpinate, è oppresso dal potere e dal prestigio che annebbiano il proprio animo. Antonio difende gli atti o "leggi" di Cesare ma li modifica e li falsifica a suo piacimento e vantaggio; se non l'onestà almeno la prudentia dovrebbe esortarlo a rivedere il proprio operato che gli attira contro la condanna dei giusti e l'odio dei concittadini.
L'oratore ha finito e conclude la sua Filippica: non gli rimane che sperare che il famoso triumviro si riconcili con la repubblica e continui a difendere la libertà della patria anche a costo della vita.

### Filippica III
Cicerone pronunciò questa sua Filippica durante la seduta del Senato del 20 dicembre 44, presso il Tempio della Concordia. Dalla data in cui egli immagina di aver pronunciato la II Filippica sono trascorsi tre mesi densi di avvenimenti, in cui la figura di Antonio sembra sempre più accrescersi e configurarsi come una pericolosa minaccia per la repubblica, mentre nella scena politica dell'Urbe fa per la prima volta il suo ingresso un personaggio nuovo: il diciannovenne pronipote di Cesare, Gaio Giulio Cesare Ottaviano. Il contrasto tra i due non tardò a manifestarsi.
I primi giorni di ottobre (44) Antonio diede l'incarico al fratello Gaio di trasportare per mare, fino alle coste dell'Apulia, le cinque legioni macedoniche che gli erano state assegnate nella seduta del Senato del 17 marzo (44). In questa circostanza Antonio, ordendo maneggi nei comizi, aveva fatto ratificare una legge che mutava l'assegnazione di quelle province che dovevano essere attribuite ai consoli alla fine del loro mandato: la Siria venne tolta a Cassio e assegnata al collega di Antonio, il console Dolabella, e la Macedonia, invece, da Marco Bruto passò nelle mani del fratello di Antonio, Gaio.
Il 9 ottobre Marco Antonio, insieme alla moglie Fulvia, partì per Brindisi per raggiungere le sue legioni, che nel frattempo erano passate dalla parte del giovane Ottaviano, figlio adottivo ed erede di Cesare, la cui azione politica era chiaramente tesa ad ostacolare le alte ambizioni di Antonio.
Quest'ultimo, essendo stato male accolto dalle legioni, decise di vendicarsi e di ristabilire l'ordine con il terrore: fece subito condurre a morte trecento centurioni, tra i più ostili a lui, mentre degli altri furono messi agli arresti, per essere destinati ad una seconda carneficina, avvenuta poco tempo dopo a Sessa, in Campania.
In questa Filippica, Cicerone per la prima volta cita il nome di Ottaviano, giunto a Roma i primi di maggio. La sua parentela con Cesare, la giovane età e la volontà di far fronte ai doveri della pietas verso il defunto, da una parte suscitarono molte speranze e simpatie nell'ambiente politico dell'Urbe, dall'altra invece allarmarono Marco Antonio, il quale a sua volta aspirava ad essere l'unico vero erede di Cesare.
Così Ottaviano si adoperò subito per avvicinarsi ai repubblicani, disorientati dalla pesante minaccia di una dittatura di Antonio.
Egli non mancò, inoltre, di dimostrare la sua ammirazione nei confronti di Cicerone, il quale, a sua volta, sperava di trarlo nella coalizione antiantoniana e di farne il suo principale strumento: proprio la situazione politica, che sembra volgere a favore di Antonio, gli fece accettare come azione necessaria il privatum consilium di Ottaviano, cioè il suo intervento politico militare; il giovane Ottaviano, infatti, pur non essendo magistrato della repubblica e né avendo l'età per esserlo, aveva con privata iniziativa organizzato un esercito mettendosi alla guida di quelle legioni ribellatesi ad Antonio.
Nel frattempo Antonio, tornato a Roma, aveva convocato il Senato prima per il 24 novembre, e poi, non presentandosi all'assemblea, per il 28 dello stesso mese: in tale occasione probabilmente egli avrebbe fatto dichiarare ufficialmente Ottaviano nemico pubblico, reo di aver assoldato milizie in maniera non legale.
Nelle terre tra la Campania e il Lazio, intanto, Ottaviano continuava ad accrescere il suo esercito, giungendo così alla fine a sottrargli la legione Marzia, colpita più delle altre dalla strage dei centurioni.
Proprio al principio della seduta del 28 novembre giunse ad Antonio la notizia che anche la Quarta legione era passata sotto il comando di Ottaviano; perciò egli, vedendo che la situazione nelle province stava ormai degenerando, decise di partire immediatamente per la Gallia Cisalpina.
Cicerone sottolinea in questa orazione come Antonio, in sembianze di fuggiasco e senza fare i solenni sacrifici nel tempio di Giove Capitolino, partì per la lontana Gallia. Questi, inoltre, aveva ordinato al fratello Lucio di condurre per lui a Rimini le tre legioni sbarcate a Brindisi, con il chiaro intento di costringere Decimo Bruto a cedergli la Cisalpina il più presto possibile, prima che potesse ricevere aiuti da parte di Ottaviano. Ma la risposta di D. Bruto non si fece attendere: egli ordinò prontamente nuove leve per accrescere le sue milizie e con un editto dichiarò solennemente che avrebbe difeso con le armi la sua provincia, con il fine di conservarla nell'obbedienza del Senato e del popolo romano.
Di conseguenza, diventava necessaria la convocazione del Senato per esaminare la nuova situazione venutasi a creare, e per prendere con urgenza decisioni atte a salvaguardare la repubblica.
L'urgenza di tale convocazione era data dal fatto che il 1º gennaio (43) sarebbero entrati in carica i nuovi consoli Irzio e Pansa, mentre sarebbe decaduto dalla carica di console e di comandante supremo dell'esercito Antonio, la cui azione, non approvata dal Senato, diveniva automaticamente illegale.
In seguito a questi avvenimenti e in assenza dei consoli e dei pretori, i nuovi tribuni della plebe (eletti ai primi di dicembre) convocarono il Senato il 20 dicembre per sottoporgli la proposta che ai nuovi consoli – entrati in carica pochi giorni dopo – fosse concesso un presidio armato, a tutela del Senato e della repubblica.
Il veloce stravolgimento della situazione politica spinse Cicerone a partecipare alla seduta e a pronunciare questa sua orazione, in veste di difensore e salvatore della patria: si profilava all'orizzonte una nuova guerra civile, rappresentata dalla minacciosa marcia di Antonio contro D. Bruto.
Proprio per questo motivo Cicerone ribadiva con forza che il Senato non poteva aspettare fino alla data del 1º gennaio per deliberare che l'azione intrapresa da D. Bruto e da Ottaviano – sebbene con iniziativa personale – fosse legale.
Mentre Cicerone propone all'assemblea di elogiare e premiare tutti coloro che si erano consacrati al bene della repubblica, cioè i veterani arruolati da Ottaviano e le legioni Marzia e Quarta (anch'esse passate dalla parte antiantoniana), si scaglia invece con veemenza contro Antonio, rammentando tutte le nefandezze da lui commesse dopo la morte di Cesare:
Antonio, dopo la vergognosa offerta a Cesare del diadema reale, non dovrebbe più essere considerato un console, ma ritenuto più scellerato di Tarquinio il Superbo, cacciato da Roma da Lucio Bruto, glorioso antenato di Decimo Bruto. Antonio era di gran lunga peggiore di Tarquinio, in quanto egli, dopo la carneficina di centurioni compiuta a Sessa e a Brindisi, stava conducendo una guerra non nell'interesse del popolo romano, bensì contro di esso.
D. Bruto, degno del suo antenato, vi si è opposto fermamente, impedendogli l'entrata in Gallia e non riconoscendone più l'autorità di console, poiché la sua azione derivava da un privatum consilium.
Cicerone propone di sanzionare con una delibera ufficiale del Senato (auctoritate publica) questa iniziativa privata di Antonio, elogiando invece la provincia della Gallia che si è impegnata nella difesa del Senato e dello Stato romano.
Queste richieste Cicerone le raggruppa nella perorazione finale, che in seguito vennero accolte e approvate dal Senato e annullarono i precedenti provvedimenti di Antonio.
Cicerone si sofferma a lungo sul comportamento da hostis di Antonio, volendo indurre il Senato a dichiararlo hostis publicus, cioè nemico della patria, e utilizza ogni argomento per rendere visibile a tutti l'enorme distanza che divide lo scellerato Antonio dall'audace Ottaviano, ed inoltre per legare quest'ultimo alla nuova politica di difesa della repubblica.
«Ecco dunque compresa in questa mia proposta che ha, lo sento, la vostra approvazione, la totalità dell'attuale situazione: agli eminenti generali confermiamo ufficialmente poteri legali, ai valorosi soldati facciamo balenare la speranza di ricompense e riconosciamo non già con un giudizio verbale ma con la concretezza dei fatti che Antonio, oltre a non essere più console, è pure nemico pubblico.»
L'oratore sottolinea come in questa seduta del 20 dicembre il Senato si trovi di fronte ad una scelta fondamentale, quella tra schiavitù e libertà. Cicerone è consapevole di rivolgersi ad un Senato che ormai ha perso la sua forza e autorità, e che ben presto avrebbe ceduto alle sue persuasive argomentazioni, ottenendo da esso l'approvazione e l'applauso.
Infatti il privatum consilium di Ottaviano, non molto lontano da un colpo di Stato, venne legalizzato dal Senato, e Cicerone, successivamente (V Filippica), riferendosi proprio a quest'ultima assemblea, dichiarerà di essere di nuovo l'arbitro della situazione, alludendo al fatto di aver iniziato un nuovo corso nella vita della repubblica ormai in piena crisi.

### Filippica IV
La IV Filippica venne pronunciata probabilmente nel pomeriggio del giorno stesso in cui avvenne la seduta del Senato del 20 dicembre, presso i Rostri del Foro Romano, pubblica e famosa tribuna da cui si parlava al popolo.
Dopo la seduta, il tribuno della plebe Marco Servilio Casca convocò l'assemblea popolare (contio) e presentò al pubblico Cicerone, il quale espose le deliberazioni votate in Senato, dando sfoggio di tutta la sua magniloquenza.
Nella seduta si era decretato che fossero disposti dei mezzi atti a tutelare il libero svolgersi delle future adunanze del Senato e che si tributassero sia gli elogi a D. Bruto e alla provincia della Gallia Cisalpina, sia gli encomi a Cesare Ottaviano e ai veterani e ai legionari da lui arruolati.
Inoltre il Senato, nonostante avesse apertamente disapprovato il comportamento così riprovevole di Marco Antonio, sembrava però ancora indugiare a dichiararlo ufficialmente un hostis.
L'oratore era ben consapevole che tutto ciò dovesse essere opportunamente esposto e illustrato al popolo, affinché anch'esso partecipasse alla nuova politica di cui si andavano ponendo le basi.
Cicerone, infatti, con grande enfasi e argomentazioni serrate, pone l'accento sulla necessità di considerare e dichiarare Antonio un hostis, giudizio che l'uditorio sembrava confermare con il suo fervido e sincero plauso.
È proprio per mezzo della sua abilità oratoria che Cicerone tenta di esercitare sul Senato la pressione della piazza: egli celebra l'iniziativa militare di Ottaviano, grazie alla quale Antonio non è riuscito a portare a termine il suo nefasto piano di piegare il popolo romano, ricordando le atrocità da lui perpetrate a Suessa e a Brindisi, e il comportamento, invece, esemplare delle legioni Marzia e Quarta.
Anche gli dei esaudiranno presto le preghiere del popolo romano che ora reclama con forza la rovina di Antonio e della sua banda di criminali, il cui unico scopo è il bottino, ancora forse non paghi a sufficienza né della distribuzione dei beni e delle terre, né della vendita dei beni pompeiani, fatta proprio dal loro capo.
Cicerone abilmente fa leva sui sentimenti patriottici del suo uditorio, esaltando l'intesa tra il popolo e il Senato, che non è mai stata così stretta come ora e che gode della protezione degli dei: concordemente essi esaltano l'audacia di D. Bruto e lodano la resistenza della sua provincia, baluardo fierissimo nella lotta ad oltranza contro Marco Antonio. Ciò rende impossibile, dunque, qualunque accordo con Antonio, il quale ormai non ha più né uno Stato né un esercito (che, anzi, lo ha abbandonato schierandosi dalla parte della repubblica).
«E così accadrà, ne ho fiducia; ché a mio avviso sono ormai soltanto gli uomini, ma pure gli dei immortali che si sono concordemente uniti per la salvezza della nostra patria. Se infatti è con prodigi e portenti che gli dei immortali ci predicono il futuro, questi segni si sono manifestati con tanta evidenza che, se per Antonio è vicina la punizione, per noi è vicina la libertà; se poi un accordo generale così unanime non era realizzabile senza l'intervento divino, come potremmo noi avere dei dubbi sulla volontà del cielo?»
Cicerone, ponendo l'accento sulla virtus romana che animò un tempo i gloriosi avi durante le varie guerre e conquiste di regni e popoli, si dimostra convinto del fatto che ben presto verrà debellata quella pericolosa minaccia costituita da Antonio, un brigante al pari di Spartaco, ma anche peggiore del terribile Catilina.
Tutta la perorazione finale sembra volta a rinnovare la sua volontà di porsi quale salvatore della patria, proprio come lo è stato al tempo della congiura di Catilina.

### Filippica V
La V Filippica è ufficialmente il discorso pronunciato da Cicerone il 1º gennaio 43, ma in essa, attraverso una successiva rielaborazione in vista della pubblicazione, sono inseriti anche riferimenti alle sedute dei giorni seguenti, fino alle deliberazioni del 4 gennaio, delle quali l'oratore farà l'esposizione in un'assemblea popolare (Filippica VI).
La seduta del Senato del 1º gennaio 43 venne presieduta dai nuovi consoli Irzio e Pansa, i quali, dopo aver fatto una relazione sulla situazione politica, proposero di deliberare con un senatoconsulto quegli onori e quelle ricompense compresi nella mozione ciceroniana, accolta nella seduta del 20 dicembre (Filippica III).
Durante l'assemblea, per primo intervenne il consolare Q. Fufio Caleno, fervente sostenitore di Antonio e suocero di Pansa, che propose di inviare un'ambasceria ad Antonio al fine di giungere ad un pacifico accordo.
Subito dopo prese la parola Cicerone, il quale, disapprovando energicamente la proposta di Caleno e riferendosi alla relazione dei consoli, promosse invece un intervento più incisivo: la dichiarazione dello stato di guerra. La seduta si prolungò, con vari interventi, fino a sera, per esser poi ripresa l'indomani.
La proposta di Cicerone sembrava aver convinto la maggior parte dei senatori, ma il tribuno Salvio, ponendo il veto, decise infine di far aggiornare la seduta il giorno dopo.
Nella seduta del 3 gennaio un altro senatore autorevole, L. Pisone, non sostenne la posizione ciceroniana, in quanto riteneva fortemente ingiusto il fatto che non si ascoltasse Antonio prima di muovergli guerra, avvicinandosi così alla proposta di Caleno.
Nella seduta del 4 gennaio il Senato si dimostrò favorevole ad una politica di conciliazione: si arrivò così alla decisione, su proposta di S. Sulpicio Rufo, di inviare un'ambasceria ad Antonio, sebbene con mandato imperativo.
Tuttavia alla fazione antiantoniana venne concessa l'abrogazione della legge agraria di Antonio, caldeggiata da Lucio Cesare, zio dello stesso Antonio ma non suo sostenitore in Senato.
In questa orazione Cicerone rinnova le sue accuse contro Antonio, reo di aver compiuto alcuni atti incostituzionali: ha fatto approvare delle leggi senza il consenso popolare, mediante il ricorso alla violenza e a dispetto degli auspici (in particolare lo accusa di non aver rispettato l'iter legislativo previsto dalla lex Caecilia Didia e dalla lex Iunia Licinia e, inoltre, di aver presentato una sua legge sul governo delle province che contrastava apertamente quanto prescritto dalla lex Iulia de provinciis).
Cicerone ritrae Antonio come uno dei peggiori criminali, che si è impossessato del tesoro di Cesare (700 milioni di sesterzi, accumulati da quest'ultimo per la guerra contro i Parti nel Tempio di Ope) per farne donazioni e concessioni di benefici al fine di ottenere il favore di numerose città e province.
Inoltre Antonio, falsificando di sua mano le carte di Cesare, ha preso provvedimenti riguardo donazioni di regni, diritto di cittadinanza ed esenzioni fiscali proprio per procacciarsi quanti più sostenitori possibili.
Un altro abuso commesso da Antonio è stato quello di essersi apertamente circondato di una guardia del corpo: un gesto emblematico, questo, che non era mai stato compiuto in tutta la storia di Roma né da re, né da coloro che aspiravano ad un potere dispotico.
Cicerone si sofferma a lungo nel dimostrare l'inutilità dell'invio di un'ambasceria ad Antonio, come proposto da Caleno, e a sottolineare il comportamento fortemente incoerente del Senato, il quale, durante la seduta del 20 dicembre (Filippica III), aveva espresso un severo giudizio nei confronti di Antonio, mentre ora sembra invece favorevole ad inviargli un'ambasceria.
Secondo la sua opinione, l'ambasceria servirebbe solamente a paralizzare la condotta della guerra, una guerra che va sempre più configurandosi quale guerra civile: è inammissibile inviare a un cittadino romano un'ambasceria affinché non attacchi un generale e una colonia romani; è necessario piuttosto proclamare immediatamente lo stato di emergenza (tumultus) e procedere all'arruolamento di massa (eccetto la Cisalpina, già devastata dalla guerra).
«È per questo, senatori, che, a mio avviso, di ambasceria non si deve fare cenno; è mia opinione che si debba affrontare senza alcun indugio la questione e porre immediatamente in esecuzione le misure necessarie. Affermo che è necessario proclamare lo stato di emergenza, deliberare la sospensione dell'attività giudiziaria, ordinare che tutti corrano alle armi e procedere all'arruolamento in massa, annullando ogni specie di esonero sia a Roma che in Italia, ad eccezione, s'intende, di tutta quanta la Gallia. Se queste misure saranno attuate, l'idea stessa che se ne avrà e il grande parlare che ci sarà della nostra severità, annienterà la folle temerità di quello scellerato furfante. Si renderà conto che ormai è contro la repubblica che ha intrapreso la guerra, sperimenterà l'energia e le forze di un senato unanime.»
Una volta proclamato lo stato di emergenza, Cicerone poi proponeva di conferire ai consoli pieni poteri e di concedere l'amnistia a tutti coloro i quali avrebbero disertato l'esercito di Antonio entro il 1º febbraio. Dopo aver rinnovato la proposta di un elogio ufficiale a Decimo Bruto e alla Gallia Cisalpina, Cicerone passa a esaltare le doti di Ottaviano, il quale ha il merito di aver sacrificato alla repubblica la sua inimicizia personale verso i cesaricidi.
L'oratore chiede infine al Senato di conferire ad Ottaviano l'imperium con il titolo di propretore e l'autorizzazione a porre la candidatura alle cariche pubbliche (come se egli avesse tenuto la questura nel 44). L'imperium costituiva il supremo potere esecutivo in campo civile e militare, di cui erano investiti i magistrati, e Ottaviano, avendo solo diciannove anni, non avrebbe potuto certamente esercitare alcuna carica.
Probabilmente queste proposte di Cicerone avevano come loro fine quello di alleviare le tante preoccupazioni che iniziavano a sorgere all'interno del partito conservatore, suscitate proprio dall'eccessivo potere che Ottaviano stava nel frattempo acquisendo.

### Filippica VI
La sesta Filippica venne pronunciata da Cicerone il 4 gennaio del 43 al popolo.
Successivamente alle quattro giornate infuocate che riguardavano il legame di Antonio con la politica di Roma, la folla, che aveva assistito al dibattito, aveva più volte invocato il nome di Cicerone che al termine fu presentato al popolo dal tribuno Publio Apuleio ad esternare le decisioni prese.
All'inizio dell'orazione Cicerone rende chiare le sue posizioni al riguardo; per tre giorni sembravano essere condivise dall'intero Senato ma, al momento della decisione formale, furono ridotte all'invio di un'ambasceria.
«Mi accorgo, Romani, che siete contrari a questa deliberazione, e non avete torto. A chi è destinata l'ambasceria? Non è forse destinata a uno il quale, sperperato il pubblico danaro, imposte allo Stato leggi con la violenza e contro gli auspici, dispersa l'assemblea popolazione, posto l'assedio al senato, ha fatto venire da Brindisi alcune legioni per abbattere la repubblica, e, abbandonato poi da quelle, ha fatto irruzione nella Gallia con la sua banda di briganti, ed ora investe Bruto e tiene Modena sotto assedio? Fra voi è questo gladiatore quale comunanza di patto, di giustizia, di ambasceria; vuol essere piuttosto una minaccia di guerra, se non obbedirà; questo è il vero significato del decreto: è come se si mandassero ambasciatori ad Annibale.»
L'intenzione di Cicerone era quella di infiammare gli animi del popolo e dei patrioti cosicché questo iniziasse a protestare contro una scelta così poco netta.
Principalmente nella VI Filippica, Cicerone tende a riprendere i temi trattati precedentemente nella quarta Filippica rendendoli più diplomatici e dunque a giudicare il modus operandi di Antonio e della sua cerchia più ristretta formata da personalità altrettanto audaci e scellerate. Tra questi personaggi diviene centrale la figura del fratello Lucio che più volte viene tacciato di violenza ed insolenza sia come consigliere del fratello sia come personalità politica in quanto aveva avuto l'audacia di autoproclamarsi "patrono" del popolo romano rendendo palesi le sue azioni antidemocratiche.
L'oratore chiede, poi, al popolo romano risolutezza e compattezza contro la miopia politica che stava colpendo la società romana nei confronti di un nemico pubblico ed ancora pazienza nell'attendere il ritorno degli ambasciatori per poter riaffermare la libertà e la salvezza dello Stato.
L'elogio conclusivo misurato e tagliente, infine, esprime la superiorità del popolo romano che mai dovrà essere destinato a servire ma sempre destinato ad essere libero.

### Filippica VII
La settima Filippica venne pronunciata da Cicerone nel Tempio della Concordia tra la fine di gennaio e l'inizio di febbraio.
Dopo essere passati un buon numero di giorni dalla partenza degli ambasciatori, Cicerone, che manteneva la posizione più tragica all'interno del Senato, rompe il silenzio durante una riunione e porta la discussione senatoria sulla situazione politica generale. L'oratore esprime la disapprovazione nei confronti dell'invio dell'ambasceria e della mancata presa di posizione dell'organo senatorio in una situazione pericolosa che aveva permesso ad Antonio di continuare a dare disposizioni vantaggiose per lui ma non per la libertà della repubblica romana.
Cicerone incalza, poi, una discussione contro la politica di conciliazione e di quanto sia fondamentale una dichiarazione di guerra a discapito della pace da lui sempre lodata e consigliata.
«Ebbene, nessun momento, o senatori, fu mai più decisivo di quello attuale. Per questo, io che ho sempre consigliato la pace, quella pace specialmente fra cittadini che a tutti i buoni sta a cuore, ma a me in modo particolare (ché la mia carriera è tutto un seguito di fatiche sostenute nel foro e nel senato, per sottrarre i miei amici ai pericoli che li minacciavano; e ciò mi ha procurato i più grandi onori, una moderata agiatezza e una qualche autorità); io dunque che sono allievo, per così dire, della pace, perché quel poco che sono, senza nulla per sumere di me lo devo certamente allo stato di concordia fra i cittadini (so di parlare con mio rischio; e tremo a pensare come voi, senatori, potrete accogliere la mia dichiarazione, ma se è vero, senatori, che in me è stato sempre vivo il desiderio di salvare e di aumentare il vostro prestigio, vi prego e vi scongiuro anzitutto di accogliere senza offendervi quello che dirò, anche se sarà acerbo ad udirsi e vi sembrerà incredibile che sia proprio Marco Cicerone a dirvelo, vi prego poi di non re spingerlo prima ancora che io ve ne abbia spiegato l'intimo significato); ebbene, io che, ripeto ancora, ho sempre lodato e consigliato la pace, proprio io ora non voglio la pace con Marco Antonio.»
Implora, in seguito, il Senato a mantenere validità morale e politica dichiarando guerra ad Antonio ed avallando la sua posizione con una lunga spiegazione sulla coerenza, l'austerità e l'onore che il Senato deve conservare.
Le parole di Cicerone si basano anche su espressioni concrete dell'agire antoniano come l'assedio di una delle più fedeli colonie di Roma, Modena.
La guerra contro Antonio è una battaglia della repubblica contro un nemico pubblico. Dacché contro di lui ci sono anche i cavalieri, i municipi, il popolo, Ottaviano, Decimo Bruto ed il Senato non può permettersi di restare cieco dinanzi ad una molteplicità tale né tantomeno perdere una pace duratura a favore di un accordo momentaneo.
Per l'oratore non esiste l'ipotesi di un compromesso che porti ad una democrazia falsa al posto di una democrazia basata su principi sani.
La pace tanto lodata da Cicerone in altre situazioni, si può, questa volta, riconquistare solo con una necessaria guerra contro un traditore della democrazia.

### Filippica VIII
L'ottava Filippica fu tenuta probabilmente il 3 febbraio e sempre nel Tempio della Concordia.
Dopo l'incidere convinto di Cicerone nei confronti di una guerra necessaria si decide di dichiarare il tumultus. Infatti l'ottava Filippica inizia proprio con un discorso linguistico sull'uso del termine tumultus al posto del termine bellum.
L'oratore giudica, poi, aspramente Gaio Pansa per l'arrendevolezza con la quale ha permesso di sostituire il termine bellum con tumultus quale dichiarazione dello stato d'assedio entro i confini dell'Italia per combattere un nemico interno piuttosto che dichiarare guerra.
Questa scelta, compiuta per eccesso di mitezza, voleva esulare dall'idea di guerra rendendo più pericolosa la situazione attraverso un significato più estremo, Cicerone dirà infatti:
«sed etiam verborum; potest enim esse bellum, ut tumultus non sit, tumultus esse sine bello non potest. Quind est enim aliud tumultus nisi perturbatio tanta, ut maior timor oriatur?»
«infatti si può parlare di guerra senza che ci sia il tumulto, ma non c'è tumulto senza che ci sia guerra. Il tumulto cos'è se non grande scompiglio che dà luogo ad un più grande timore?»
Dopo la spiegazione dei due termini e dei concetti ad essi collegati, fa più volte riferimento alle questioni politiche, civili e storiche, sia precedenti che contemporanee così da rendere palese l'errore che si stava commettendo. Utilizza, in seguito, una metafora secondo la quale Antonio risultasse l'organo infetto del corpo sociale romano e che se questo non fosse stato amputato avrebbe permesso il deperimento dell'intero corpo.
Una critica forte verrà mossa anche nei confronti di Lucio Pisone e Lucio Filippo per la rassegnazione dinanzi alle controproposte di Antonio e all'essersi posti come semplici portavoce di una figura maligna invece che del popolo tutto. Questo atteggiamento sommesso, infatti, andava contro il popolo che doveva essere assolutamente salvaguardato e non messo in secondo piano.
La Filippica si chiude con una proposta di Cicerone: decretare l'impunità ai disertori di Antonio che entro il 15 marzo l'avessero abbandonato e che chiunque si fosse recato da Antonio sarebbe stato giudicato dal Senato come nemico dello Stato.

### Filippica IX
La nona filippica venne pronunciata da Cicerone nel Tempio della Concordia, forse nella prima metà di febbraio (si pensa il 4 febbraio) del 43.
Cicerone, vuole qui celebrare la persona di S. Sulpicio Rufo, morto durante e in qualità di membro dell'ambasceria inviata ad Antonio il 5 gennaio.
Tra il 1º e il 4º gennaio, Cicerone nella Filippica V ci dà attestazione di ciò: Q. Fufio Caleno, acceso sostenitore di Antonio e suocero di Pansa, propose di inviare ad Antonio un'ambasceria per giungere ad un accordo; tale proposta venne appoggiata dal consolare Pisone, suocero di Cesare, che acconsentì all'invio dell'ambasceria, affinché si instaurasse un dialogo con Antonio. La maggioranza si dichiarò favorevole e il 5 gennaio 43 partì l'ambasceria composta da S. Sulpicio Rufo, L. Pisone e L. Marcio Filippo. L'ambasceria tornò a Roma il 1º febbraio e il 2 ebbe inizio in Senato un acceso dibattito riguardante gli ultimi avvenimenti.
È chiaro che Cicerone, fervido conservatore e antiantoniano, non fosse d'accordo con l'invio dell'ambasceria ad Antonio, anzi in questa occasione propose in maniera esplicita e convinta al Senato, nella Filippica VIII (il 3 febbraio 43), di dichiarare lo stato di bellum poiché Antonio fosse hostis e non un semplice adversarius. La proposta di Cicerone, però, non fu fatta mettere ai voti dal console Pansa.
Il 4 febbraio il console Pansa, presiedendo alla seduta, fu il primo a fare l'elogio funebre in onore di S. Sulpicio Rufo e propose di innalzare sui Rostri una statua in onore del defunto; intervenne P. Servilio Isaurico (fu console nel 79 a.C. sotto Silla) che avanzò l'idea di erigere un monumento funebre al posto della statua.
Cicerone, poi, prese la parola e propose col suo intervento, oltre il funus, a spese dello Stato e un sepulcrum publicum, anche l'erezione della statua. Nell'orazione, Cicerone fu molto chiaro: espose, dinanzi al Senato, con minuziosa gravità l'impegno morale e civile dell'ambasciatore, che nonostante fosse stato colpito da una grave e seria malattia, nonostante non avesse avuto le forze per affrontare il lungo viaggio, egli abbia voluto fino alla fine pensare alla salute della repubblica, piuttosto che alla sua. E Cicerone insistette nella seduta affinché i senatori, i quali loro stessi avevano disposto della partenza di S. Sulpicio Rufo, nonostante le sue condizioni di salute, approvassero la sua proposta di innalzargli sui Rostri una statua, in modo che la sua persona continuasse a vivere e che gli si facessero tutti gli onori:
«Rendetegli, dunque, o senatori, la vita che gli avete tolta. La vita dei morti è nella memoria che di essi conservano i vivi. Fate dunque che colui che involontariamente avete inviato alla morte, riceva ora da voi l'immortalità. Se con un vostro decreto gli innalzerete una statua sui rostri, la sua missione non cadrà più in oscura dimenticanza presso i posteri.»
Cicerone fu convinto che oltre al Senato, responsabile morale della morte di S. Sulpicio Rufo, fu Antonio.
L'orazione IX è una laudatio che alterna a momenti un tono greve e severo, a momenti emozionato e coinvolto.

### Filippica X
La decima Filippica fu proclamata da Cicerone tra il 5-6 febbraio e i primi di marzo.
Il console Pansa convocò il Senato, dopo che aveva ricevuto una lettera da parte di Marco Bruto, uno dei cesaricidi che si trovava in Oriente.
M. Bruto comunicò che i territori della Macedonia, dell'Illiria e della Grecia erano stati posti sotto il suo potere e quindi della repubblica romana. Il console Pansa, perciò, propose il conferimento a Bruto dell'imperium nelle province occupate. Tale proposta fu disapprovata da Fufio Caleno, fervido antoniano, che avanzò l'ipotesi che tali province dovessero essere affidate a Gaio Antonio, fratello di Marco Cicerone, allora, con sottile ironia si scagliò contro Caleno sottolineando che grazie al coraggio, all'impegno e alla moralità di M. Bruto e dei governatori e generali che si misero a sua disposizione, la repubblica romana non aveva perduto i territori d'Oriente, riuscendo a mantenere una serena lucidità contro la scelleratezza degli Antonii. Questi ultimi avrebbero sicuramente tolto tali possedimenti all'Italia.
Cicerone sottolineò ancora una volta che molti dei territori della repubblica romana erano ostili agli Antonii: tutta la Gallia, l'Italia e le vicine coste dalla Grecia fino all'Egitto; Antonio, in realtà, era l'assediato. Invece, Bruto e i suoi fedeli collaboratori erano dei leali cittadini che si preoccupavano esclusivamente del bene della patria. Pertanto l'oratore propose al Senato di conferire a M. Bruto l'imperium maius sull'Illiria, sulla Macedonia e sulla Grecia:
«Se la repubblica dovesse essa stessa giudicare, se cioè ogni giurisdizione fosse regolata secondo i decreti da essa emanati, a chi aggiudicherebbe le legioni del popolo romano? Ad Antonio o a Bruto? Il primo s'era d'un subito avventato a disperdere e rovinare gli alleati, portando, dovunque andasse, devastazioni, saccheggi, estorsioni, e usando l'esercito del popolo romano contro lo stesso popolo romano. L'altro invece s'era fatta questa legge: di apparire, dovunque andasse, luce e speranza di salvezza. Insomma, l'uno cercava truppe per abbattere la repubblica, l'altro per salvarla. Al pari di noi, se ne accorgevano gli stessi soldati, dai quali non ci si sarebbe aspettato tanto intuito nel giudicare.»
Qui, Cicerone, espresse ciò che già aveva dichiarato nella Filippica III: in quella dimostrò la legalità e il patriottismo di Decimo Bruto, in questa di Marco Bruto. Tale proposta fu accolta dai senatori.
La Filippica X è pervasa dai toni dell'invettiva contro gli Antonii e da una tagliente ironia nei riguardi di Caleno. Bruto viene qui dipinto come il salvatore della patria e fervido militante della libertà.

### Filippica XI
L'undicesima filippica fu pronunciata da Cicerone il 6 o 7 marzo del 43.
Nella seconda metà di febbraio giunse a Roma notizia che il cesaricida Gaio Trebonio, proconsole d'Asia, era stato ucciso, dopo che fu seviziato dall'ex console, collega di M. Antonio nel 44, Publio Cornelio Dolabella, il quale stava giungendo in Siria per prendere possesso della provincia.
Cicerone fa una sorta di parallelismo tra l'atrocità di Antonio, che stava assediando la Gallia contro Decimo Bruto e Dolabella, che senza diritto si muoveva contro Gaio Cassio, il quale era stato designato in Siria.
Dopo che si apprese la notizia, il Senato si riunì e sotto la proposta di Caleno furono d'accordo nel decidere di dichiarare Dolabella hostis, cioè nemico pubblico.
Il giorno successivo venne ripresa la seduta per decidere quali dovessero essere le misure da adottare contro Dolabella: Cicerone propose che si affidasse il comando a Gaio Cassio contro Dolabella, poiché aveva preso il possesso della Siria come diritto naturale derivante dalla legge divina, cioè con lo stesso diritto con cui Bruto aveva preso il controllo della Macedonia:
«Del resto sono già molte le circostanze nelle quali Bruto e Cassio sono stati, per così dire, il senato di se stessi! Perché, in così profondo capovolgimento di tutte le cose, la necessità esige che si dia ascolto più alla voce delle circostanze che alle vecchie consuetudini. Né d'altra parte è questa la prima volta che Bruto e Cassio hanno considerato la salvezza e la libertà della patria come la legge più sacra, come la più rispettabile delle consuetudini. Pertanto, anche se la guerra contro Dolabella non fosse stata portata in discussione qui in senato, io la questione la riterrei già discussa e decisa, nel senso che per quella guerra ci sono bell'e pronti due generali di prim'ordine, per valore, autorità e nobiltà: quale sia l'esercito dell'uno, abbiamo le prove; dell'esercito dell'altro, ci giunge la fama.»
In realtà Cicerone intervenne a favore di Cassio, riconoscendolo come proconsole di Siria e attribuendogli un imperium maius anche sulle province limitrofe, per creare un fronte unico in Oriente intorno ai due cesarici.
Non solo gli antoniani, ma anche i cesariani moderati furono contrari alla proposta di Cicerone: anche il console Pansa fu esplicitamente in disaccordo.
Tuttavia l'oratore persistette nella sua causa e scrisse a Cassio di agire anche senza aver avuto l'autorizzazione del Senato.

### Filippica XII
La XII filippica, forse pronunciata verso la metà di marzo(o comunque intorno l'otto) si apre con un ripensamento di Cicerone circa la possibilità di inviare una nuova ambasceria ad Antonio; Cicerone stesso, assieme a Publio Servilio e altri tre era stato designato come uno dei cinque senatori che avrebbe incontrato Antonio.
Questo cambio di idea è dovuto al constatato fallimento della legazione precedentemente inviata; ancora, si ritenne che l'invio di una nuova ambasceria sarebbe stato vano e rischioso per lo stesso Cicerone, oltre che dispendioso per le casse della res publica.
«Ripeto ancora: siamo stati ingannati, o senatori! Gli amici di Antonio miravano agli interessi di lui, non a quelli dello Stato.»
Per di più una riconciliazione con Antonio sarebbe stata impossibile, visto il deteriorarsi del loro rapporto, e l'importanza che la figura dell'Arpinate aveva ormai assunto nel preservare la democrazia nella repubblica romana in quel contesto storico. Oltretutto, il viaggio si sarebbe svolto in territori occupati militarmente da Antonio, e nell'eventualità che Cicerone fosse riuscito a raggiungere illeso l'accampamento, su di lui si sarebbero potute riversare eventuali colpe per qualsiasi difficoltà o intralcio al processo di pace.
«E dovrei io far parte di questa ambasceria, e mischiare il mio nome in questa commissione con la prospettiva che il popolo romano domani resti all'oscuro perfino di eventuali posizioni da me assunte in contrasto con gli altri component? Succederà che, se si molla e si fanno concessioni ad Antonio, sarebbe mia la responsabilità di ogni sua colpa, perché apparirei io come quello che gli avrebbe dato la possibilità di commetterla.»
Essendo un degno rappresentante dell'istituzione romana, Cicerone avrebbe accettato, a prescindere dalla sicurezza della sua persona, il volere del Senato, favorevole o meno alla causa della res publica. Così durante l'assemblea convocata dal console Pansa, Cicerone pronunciò la sua orazione, un valoroso mea culpa per l'errore di valutazione commesso, tanto che riuscì nell'intento di far desistere il Senato dall'idea di inviare una seconda ambasceria verso Modena. Cicerone ammette di essere stato persuaso dai pianti di Fulvia, moglie di Antonio, dai volti cupi che avevano gli antoniani presenti a Roma e dalle affermazioni di Caleno che davano Antonio prossimo alla resa.
In questo modo, Cicerone riuscì nella difficile impresa di rendere nulla una decisione presa in precedenza dal Senato, senza offendere la sensibilità di tutti i senatori e allo stesso tempo, di tutelare gli interessi della repubblica.
In realtà questo ripensamento di Cicerone non fu dovuto al fatto che temesse per la propria incolumità, ma all'allarmante e complicata situazione in cui versava Decimo Bruto e la sua legione, poiché una volta espugnata la città di Modena, Antonio non avrebbe più avuto altri rivali sulla propria strada.

### Filippica XIII
Il 19 marzo giungono a Roma alcune incoraggianti notizie di Irzio e Ottaviano, spostando l'oratoria ciceroniana sull'ormai chiaro rapporto di inimicizia che esiste tra Antonio e lo stesso Cicerone e che, la vita o la morte di uno dei due sarà correlata all'esito della guerra.
La XIII filippica si presume sia stata pronunciata dopo il 20 marzo del 43 a.C. Si sa per certo che il Senato fu convocato il 20 marzo dal pretore urbano Marco Cecilio Cornuto (il console Pansa era partito il giorno prima per raggiungere Irzio e Ottaviano, che si trovavano nella Gallia Cisalpina, per tentare di liberare Decimo Bruto e la città di Modena dall'assedio) per rendere pubbliche le lettere ricevute da Marco Emilio Lepido, governatore della Gallia Narbonense e della Spagna Citeriore, e di Lucio Munazio Planco, governatore della Gallia Transalpina. Suddette lettere suggerivano, dietro consiglio di Antonio, la stipulazione di una pace tra Antonio e il Senato.
Cicerone, avendo compreso l'intento delle due missive, sostenne con decisione che nonostante la pace fosse una volontà di entrambe le parti, essa era impossibile da raggiungere perché era in corso contro lo stato una guerra feroce e di difficile soluzione.
Nella stessa seduta, Cicerone pronunciò davanti ai colleghi senatori, tutte le azioni disoneste di cui Antonio e i suoi fedeli sostenitori si erano macchiati.
«Ci sono due pretori che temono di rimetterci la loro posizione, ma hanno torto perché noi riconosciamo validi gli atti di Cesare. Ci sono poi gli ex pretori Filadelfo Annio e quel buon diavolo di Gallio; gli edili, Bestia, che è stato per i miei polmoni e la mia voce come la palla per il pugile, e Trebellio, difensore del credito ma ad un tempo bancarottiere fraudolento, e Quinto Celio, uomo disfatto di corpo e dissestato di borsa, e Cotila Vario, vera colonna degli amici di Antonio, delizia di Antonio quando nei banchetti lo faceva frustare da pubblici schiavi; i settemviri Lentone e Nucula e quella gioia, quell'amore di popolo romano che è Lucio Antonio; i due tribuni dapprima designati, Tullio Ostilio, che a buon diritto ha dato il proprio nome a quella porta per la quale, non avendo potuto tradire il suo comandante, è passato dissertando; e l'altro designato è un non so chi Insteio, un brigante che oggi, dicono, è tanto sfrenato, quanto invece era equilibrato… nel temperare le acque quando faceva il bagnino a Pesaro. Vengono poi altri che già furono tribuni: in prima linea Tito Planco, che se avesse amato il senato, non avrebbe mai applicato il fuoco alla curia, e che, condannato per questo delitto, è tornato con la forza delle armi a Roma, donde era stato bandito per virtù delle leggi. Ma questa è sorte che egli ha in comune con molti altri della sua razza.»
La lettura di questa lettera avvenne con molta enfasi e ironia, prendendosi una rivincita morale su Antonio, che ne settembre del 44 a.C. aveva letto in Senato alcuni carteggi privati di Cicerone.
Scopo di questa lettura pubblica, era per il politico di Arpino, quello di sbugiardare in maniera assai plateale la figura del suo acerrimo avversario, Antonio che tra l'altro, in diverse occasioni si era rivolto al Senato utilizzando un linguaggio volgare e inappropriato. La lettura di questa lettera aveva anche una duplice intenzione: rivelarsi utile alla causa della repubblica romana e dichiarandosi pubblicamente nemico di Antonio, di difendere l'operato e la sua figura.
La seduta del 20 marzo segna quindi una vittoria importante per Cicerone: il senato si dichiara contrario alla proposta dei due governatori Lepido e Planco e, lo stesso parere viene espresso anche dall'assemblea popolare.
Cicerone giunge quindi alla conclusione che un eventuale isolamento di Antonio sia cosa ormai prossima e che i cesariani moderati si dichiareranno favorevoli alla causa della res publica.

### Filippica XIV
La lotta politica a Roma, e quella militare a Modena, non accennavano a placarsi. Il 14 aprile, a Forum Gallorum, presso la Via Emilia, il console Pansa fu ferito e sconfitto dalle truppe di Antonio; a Pansa giunse in soccorso Irzio, che riuscì a sconfiggere Marco Antonio. Anche il giovane Ottaviano, che era rimasto a difendere l'accampamento, ottenne un'affermazione sulle truppe capeggiate da Antonio mentre Pansa moriva a causa delle ferite subite durante lo scontro.
La notizia della duplice vittoria giunse a Roma solo il 20 aprile e il pretore Marco Cecilio Cornuto fu costretto a convocare il Senato per il giorno successivo, il 21 aprile del 43 a.C., giorno in cui si festeggia la Festa delle Parilia, ma anche ritenuto beneaugurante in quanto anniversario della fondazione di Roma.
In questa giornata, Cicerone pronunciò la XIV filippica nel tempio di Giove Capitolino. L'orazione inizia con il politico che esalta il valoroso comportamento dei consoli Pansa e Irzio, assieme a quello di Ottaviano; poi si dichiara contrario alla proposta di Publio Servilio Isaurico di indire celebrazioni solenni agli dei, di abbandonare l'armatura da guerra in favore dell'abito della pace. Cicerone motiva la sua posizione affermando che solo quando la liberazione di Modena e di Decimo Bruto saranno effettive, si potrà constatare che si è agito nel solo interesse della salus della res publica.
Inoltre l'abilità oratoria di Cicerone si scaglia ancora una volta contro l'infedeltà di Antonio, proponendo al Senato la nomina dello stesso come hostis, ovvero nemico pubblico; questo per distinguere ulteriormente le due fazioni. Cicerone sottolinea anche le pericolose mosse che gli antoniani attuarono a Roma, intravedendo in essi il decadimento morale e politico di una determinata classe dirigente. Tutto ciò contrasta con la benevolenza dei consoli Irzio e Pansa, che con coraggio e lealtà, assieme ad Ottaviano, hanno messo in pericolo la loro vita pur di tutelare la sicurezza dello Stato e delle istituzioni; pertanto tutti e tre devono essere nominati imperator. Cicerone propone al Senato di aumentare a 50 il numero di giorni di festività (supplicationes)] in onore degli dei, suggerisce a tutta l'assemblea di mantenere fede alla promessa di ricompensa fatta ai soldati. L'oratore suggerisce anche di ricompensare tutte le famiglie di quei soldati che sono periti per la difesa della Repubblica; inoltre consiglia di erigere un maestoso monumento funebre (Ara del Valore) per omaggiare tutti i caduti di guerra.
«È poi nostro dovere testimoniare ai valorosi soldati la nostra memore gratitudine. Perciò io propongo che nell'odierno decreto del senato siano riconfermate le promesse che abbiam fatte e le ricompense che ci siamo obbligati di concedere alle legioni, a guerra conclusa. È giusto che agli onori dei generali, si associno anche quelli spettanti ai soldati, a tali soldati soprattutto! […] Ma c'è qualcosa di ben più ammirevole e grande e sommamente degno della saggezza del senato, ed è di onorare, con segni di memore gratitudine, quei valorosi che hanno profuso la vita per la patria. Quanto vorrei escogitare più modi per onorarli! Ma non tacerò di due mezzi che sopra gli altri mi vengono alla mente: uno a gloria eterna di uomini tanto valori, altro per lenire il dolore e il lutto dei congiunti. Io dunque propongo, o senatori, che venga innalzato un monumento, il più grande possibile, in onore dei soldati della legione Marzia e degli altri che caddero combattendo.»
Durante questo discorso, Cicerone ha anche occasione di smentire le dicerie su una sua presunta partecipazione a un colpo di Stato; in realtà il complotto era stato predisposto dagli antoniani proprio per eliminare il loro acerrimo nemico. Il tentativo di una congiura fu sabotato e reso pubblico dal tribuno Publio Apuleio, che ne denunciò i fatti in una seduta senatoria del 20 aprile; inoltre mal si prestava ad un uomo come Cicerone che ha sempre difeso e tutelato ogni forma democratica del potere. La seduta del 21 aprile si concluse con l'approvazione da parte del Senato di tutte le proposte di Cicerone, indicando l'apogeo della sua attività politica e oratoria. Ma questo risultato diede il via a una rapida quanto inesorabile decadenza per la figura dell'Arpinate.
La XIV Filippica è un'orazione luminosa e di rara bellezza. Con essa si concludono stupendamente tutte le filippiche e tutta l'attività politico-oratoria di Cicerone. Essa risulta costruita da elementi diversi, idealmente unificati e insieme saldati dalla costante preoccupazione di Cicerone nel vedere salva e libera la repubblica: l'ultimo capitolo pare recare in sé, nell'altissima solennità ed impostatura delle formule, qualcosa di nobile ed eterno.
Da tutte e quattordici le orazioni si palesa con franchezza che Cicerone non esitò mai a ricoprire il ruolo di defensor patriae, anche a discapito della propria incolumità; esso cercò in ogni modo di dar vita alla sua utopia: la correttezza politica.